# Stangeriaceae
Stangeriaceae es la más pequeña familia del orden Cycadales. La familia contiene solo dos géneros vivos, Stangeria y Bowenia, aunque este último género ha sido emplazado para crear su familia separada. 
Aunque hoy en día la familia solo se encuentra en Sudáfrica y Queensland, Australia, se han encontrado sedimentos delJurásico en las islas británicas. Recientes estudios sugieren que el fósil  Mesodescolea puede también tener afinidad con Stangeriaceae. Estos grandes fósiles de hojas lobuladas del bajo Cretáceo se han encontrado solamente en Argentina.